# Collégiale Saint-Georges de Vendôme
La collégiale Saint-Georges de Vendôme est un monument historique du XIe siècle construit dans la cour du château de Vendôme. Elle conserva du XIe siècle à sa destruction à la Révolution, les sépultures de la quasi-totalité des comtes et ducs de Vendôme, dont les plus célèbres sont les parents d'Henri IV, Antoine de Bourbon et Jeanne d'Albret, en faisant une véritable nécropole. Elle fut presque entièrement détruite en 1793.

## Histoire

### Le Moyen-Âge
La collégiale, et en particulier la nef, fut peut-être bâtie à l'emplacement, et en l'incorporant, de l'ancienne aula comtale des Xe siècle et XIe siècle, comme tendrait à le supposer le changement d'axe entre la nef et le cœur de l'édifice.

#### La légende de la fondation
Selon la légende de la fondation, Agnès de Bourgogne, comtesse de Vendôme, fatiguée de devoir descendre du château pour aller prier à la paroisse Saint-Martin, décida de construire une petite église en l'absence de son époux Geoffroy Martel, vers 1037. Cette légende n'est attestée par aucun texte sérieux, mais la collégiale dut forcément être bâtie avant la dédicace de l'abbaye de la Trinité de Vendôme le 31 mai 1040, puisqu'un chanoine de la collégiale, du nom de Guillaume y fut présent.
Du XIe siècle à la fin du XIIe siècle l'église est dotée d'un transept et d'un chœur à cinq chapelles échelonnées. D'importants travaux sont effectués à la fin du XIIe siècle et au début du XIIIe siècle en supprimant deux des chapelles du chœur (celles donnant sur le transept), en rehaussant le niveau du sol et en ajoutant un clocher à l'église. Des contreforts furent ajoutés le long de la nef pour voûter l'édifice qui ne l'était pas.
À la fin du XIVe siècle, le comte Jean de Bourbon offrit une statue de Saint-Jean-Baptiste, qui orna le centre d'un retable aux volets peints, installée dans la chapelle St-Jean qu'il avait fondée, et où il fut enterré. Cette statue existe toujours et est conservée dans l'église de la Trinité de Vendôme depuis la Révolution.
Vers 1430, après sa captivité en Angleterre, le comte Louis de Bourbon, augmenta le nombre de chanoines, passant ainsi de 12 à 20, en créant 8 hebdomadiers. La mesure fut prise pour satisfaire les nombreuses fondations et anniversaires à commémorer dans l'église

### LeXVIesiècle
La fin du XVe siècle et la première moitié du XVIe siècle sont marquées par les diverses libéralités que prodigue la comtesse Marie de Luxembourg (1472-1547), en fondant des chapelles et en agrandissant l'édifice, notamment par une chapelle au nord. Elle fait couvrir la nef d'un lambris, et dote l'église de stalles et d'un buffet d'orgue.
Probablement peu après 1547 le corps de Marie de Luxembourg est ramené à la collégiale en même temps que celui de son fils Charles de Bourbon duc de Vendôme et de son petit-fils le comte d'Enghien. Cette triple inhumation fut célébrée par plusieurs évêques et abbés.
Le 19 mai 1562, la collégiale est saccagée par la garnison de Suisses et de Gascons huguenots que Jeanne d'Albret avait installée dans le château. Les divers biens (reliquaires, vases sacrés, croix...) de l'église furent spoliés.
Nous ne savons pas si Jeanne d'Albret, fut réellement en cause dans ce désastre, ou s'il s'agit d'un débordement qu'elle ne souhaitait pas. Toujours est-il que le lendemain, le 20 mai 1562, pour empêcher toute révolte de la population vendômoise, elle fit désarmer la ville. Et pour calmer les esprits et donner réparation aux chanoines, Jeanne leur permit de dresser un inventaire des biens spoliés de la collégiale, inventaire daté du 27 mai suivant.
Mais l'église ne fut jamais dédommagée du vol commis, et de fait perdit une grande partie de sa richesse.

### LeXVIIesiècle
Vers 1620 ou 1630 le duc César de Vendôme entreprend la modernisation du château, il construit une grande rampe d'accès, ponctuée de trois portes monumentales. Il fit percer une nouvelle porte, la porte de Beauce, au sud de l'enceinte médiévale, et construisit un nouveau logis contre l'ancienne porte d'entrée du château, sur la face ouest. Il fit déplacer l'église paroissiale Saint-Lubin, qui encombrait la cour du château, dans le quartier du même nom.
Dans ce contexte la collégiale bénéficia d'une restructuration, elle acquit le rang d'église paroissiale pour les personnes vivant dans le château en 1626.

### LeXVIIIesiècle
La collégiale fut, surtout à partir du rattachement du duché de Vendôme (et donc du château) au domaine royal en 1724, de plus en plus pauvre, et privée de ses bienfaiteurs, le chapitre a vu diminuer ses ressources rapidement. Les chanoines ne pouvaient subvenir à leurs propres besoins. En 1784 la flèche de la collégiale fut abattue par la foudre et remplacée par un simple toit. Les tombeaux des comtes et ducs n'étaient, comme le reste de l'édifice, faute de moyens, pas entretenus.
Vers 1780, Alexandre de Thémines évêque de Blois, souhaita réunir les revenus de L'abbaye de la Trinité de Vendôme à ceux du chapitre de la cathédrale de Blois. Les chanoines de Saint-Georges l'apprirent et voulurent réunir ces revenus aux leurs, devenus bien maigres. L'affaire se solda partiellement en faveur de la collégiale, puisque la moitié des revenus de l'abbaye lui furent accordés (l'autre moitié allant à l'évêque). Une bulle du pape Pie VI confirmait cette réunion de revenus le 14 juillet 1789. Mais ce rattachement ne se fit pas, la révolution commençant, ainsi la décadence de la collégiale s'accéléra. Elle fut déclarée bien national. Le 31 janvier le château était vendu à M.Fournier, et en vue de la suppression de nombre d'églises, les chanoines demandèrent le maintien de la collégiale, elle devint ainsi l'un des deux oratoires desservant l'unique paroisse conservée à Vendôme (siégeant à la Trinité). Fournier ne payant pas la somme due, il ne prit pas possession du château, ce dernier, ainsi que la collégiale furent livrés au vandalisme.
Le château fut remis en vente au mois de juin 1791. Le nouvel oratoire qu'était devenue la collégiale fut finalement délaissé par le clergé constitutionnel, car trop peu nombreux.
Les tous derniers chanoines quittèrent vraisemblablement la collégiale à la fin de l'année 1791.
La collégiale livrée à elle-même fut l'objet de nombreux pillages à tel point que le directoire soutint une pétition demandant le transfert des restes des Bourbon à la Trinité de Vendôme. Ainsi un arrêté fut promulgué le 20 septembre 1792. Mais ce transfert fut retardé par de nouveaux actes de vandalisme, nécessitant la présence des tombeaux comme pièces à conviction. Ce délai fut celui de trop, puisque le 28 mai 1793, le 3e bataillon des Volontaires de Paris saccagea définitivement la collégiale, urinant sur les squelettes des défunts, traînant les dépouilles au sol...
Le 24 août 1793, en pleine Terreur, la collégiale fut vendue pour 10 500 livres, adjugée à plusieurs particuliers qui la détruisirent pour en vendre les matériaux. En 1814 ne subsistait que la voûte du choeur, qui fut renversée par une troupe anglaise qui occupait le site.

## Liste des sépultures[2]
Liste non exhaustive
La collégiale est réputée pour avoir abrité les tombeaux de la majorité des comtes et ducs de Vendôme
- Foulques l'Oison
- Geoffroy III de Vendôme dit Grisegonelle
- Jean Ier de Vendôme
- Pierre de Vendôme
- Bouchard V de Vendôme, fils du précédent
- Bouchard VI de Vendôme
- Bouchard VII de Vendôme, Isabelle de Bourbon sa femme et Jeanne de Vendôme leur fille
- Jean Ier de Bourbon-La Marche et Catherine de Vendôme son épouse, héritière du comté
- Louis Ier de Bourbon-Vendôme, Blanche de Roucy et Jeanne de Laval ses épouses
- Jean VIII de Bourbon-Vendôme et Isabelle de Beauvau sa femme
- François de Bourbon-Vendôme et Marie de Luxembourg son épouse
- Charles de Bourbon premier duc de Vendôme, Françoise d'Alençon son épouse et Louis leur premier enfant
- François de Bourbon comte d'Enghien, fils des précédents
- Antoine de Bourbon, Jeanne d'Albret son épouse, (parent d'Henri IV) et Henri de Bourbon, duc de Beaumont, leur premier fils mort nourrisson
- Louis Ier de Bourbon-Condé, frère d'Antoine
- Catherine de Bourbon, fille d'Antoine de Bourbon et Jeanne d'Albret, sœur d'Henri IV
- César de Vendôme, fils légitimé d'Henri IV
- Louis II de Vendôme, fils du précédent

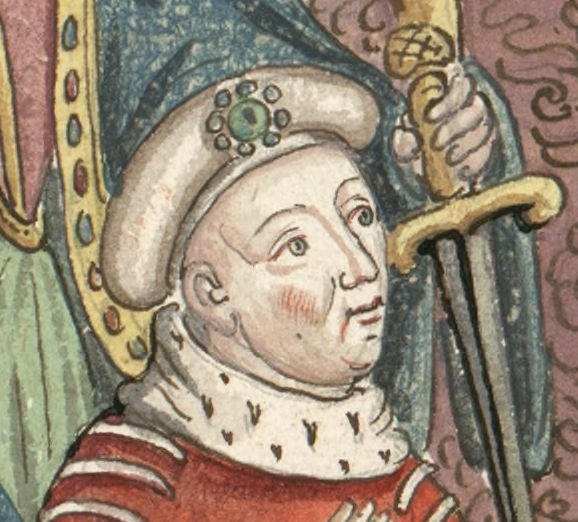
Jean de Bourbon, comte de La Marche et de Vendôme
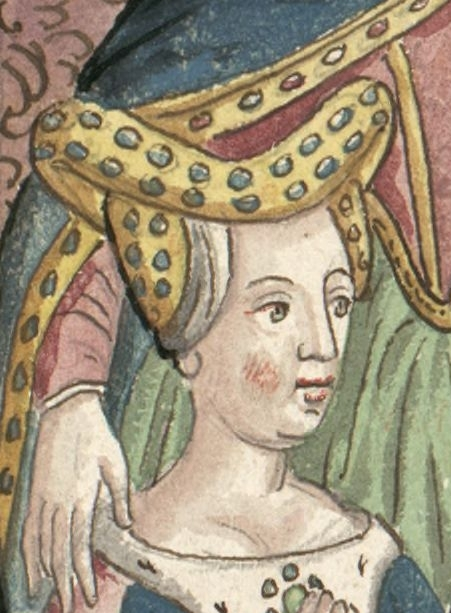
Catherine de Vendôme, comtesse de La Marche et de Vendôme
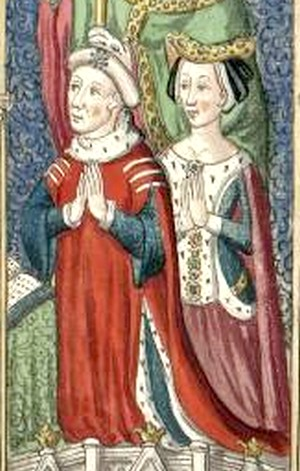
Louis Ier de Bourbon-Vendôme, comte de Vendôme et Blanche de Roucy comtesse de Vendôme
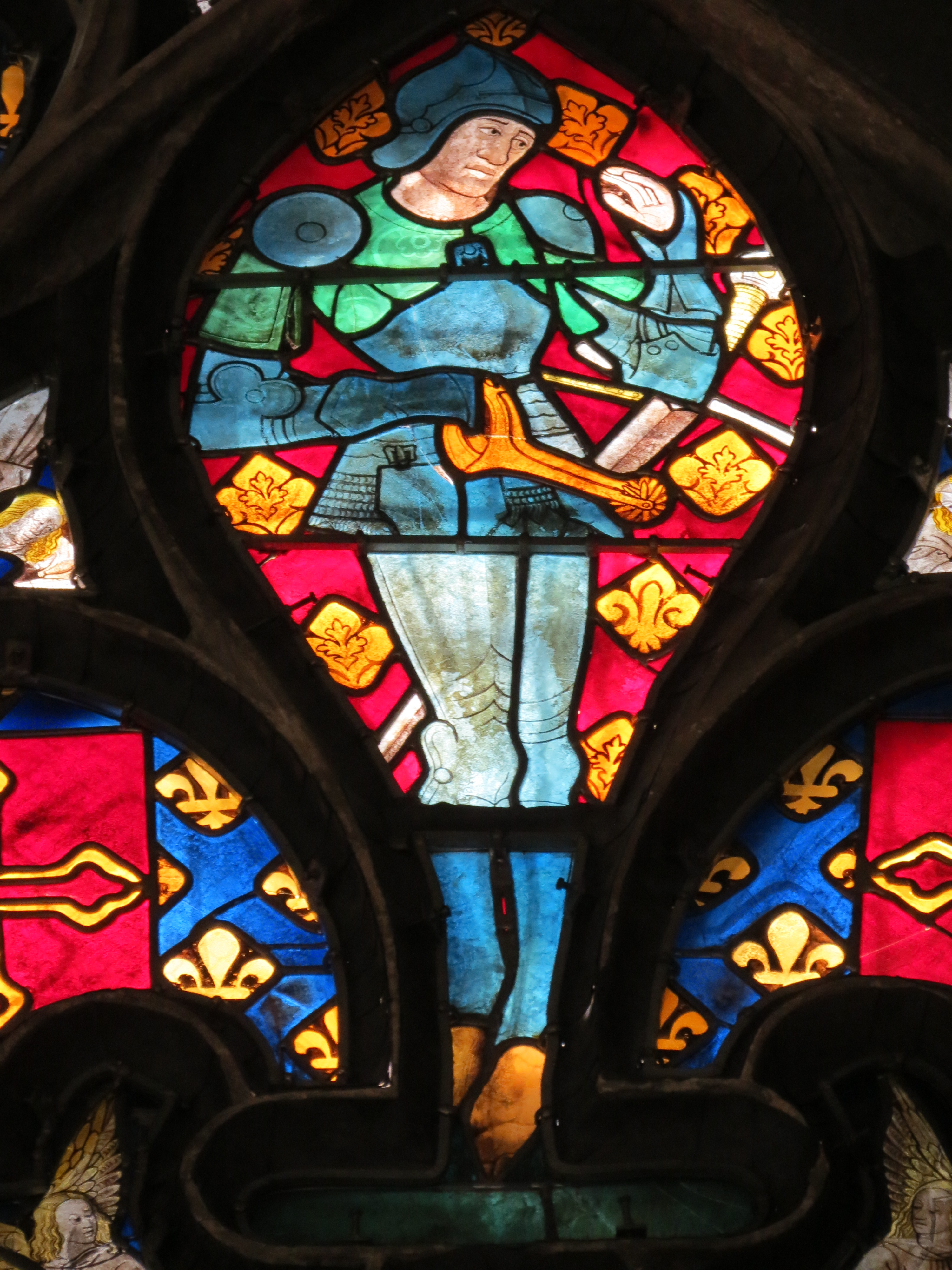
Jean VIII de Bourbon-Vendôme comte de Vendôme
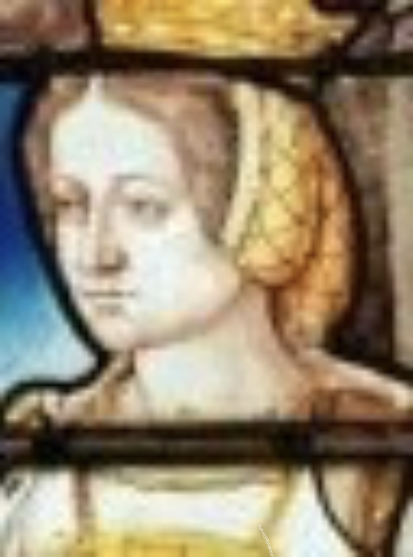
Isabelle de Beauvau comtesse de Vendôme
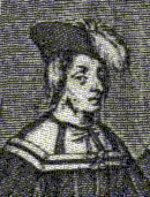
François de Bourbon-Vendôme comte de Vendôme et de Saint-Pol
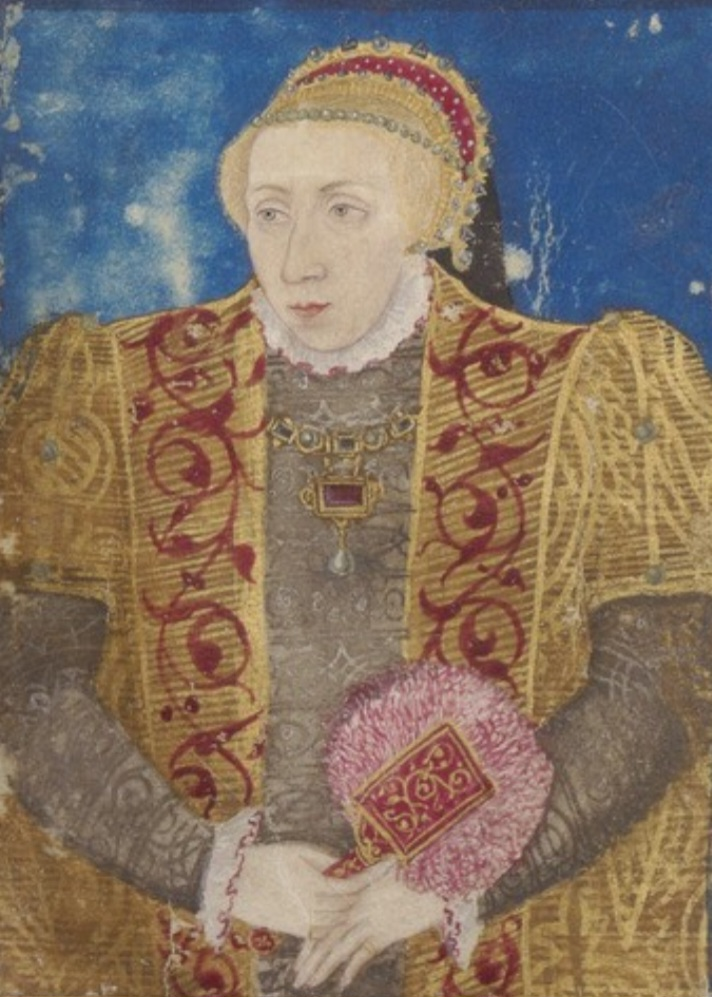
Marie de Luxembourg comtesse de Vendôme et de Saint-Pol
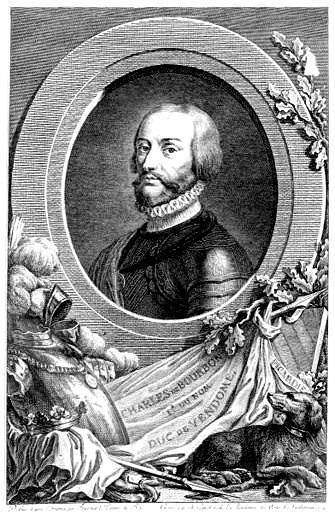
Charles de Bourbon Ier duc de Vendôme
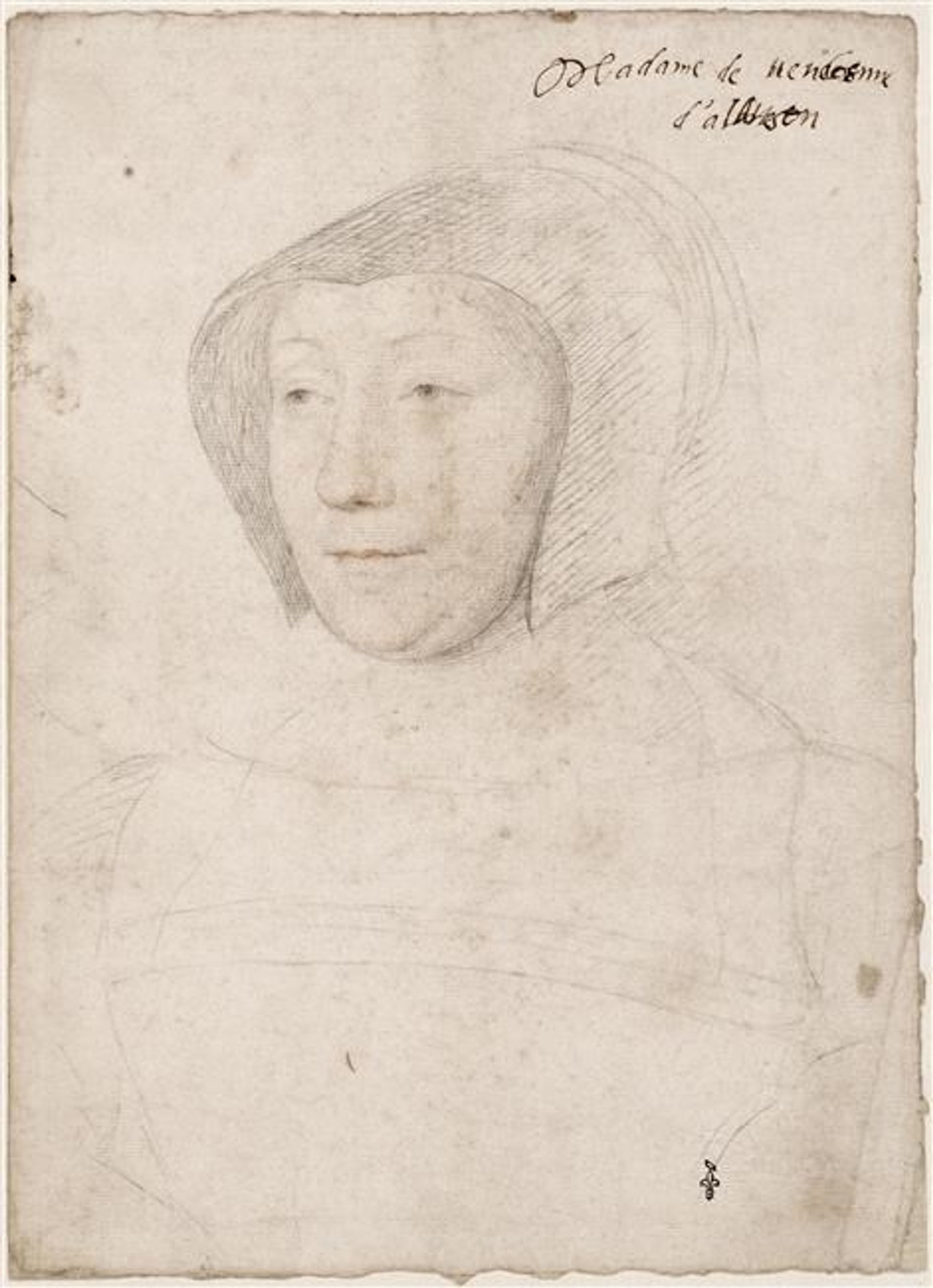
Françoise d'Alençon duchesse de Vendôme et de Beaumont
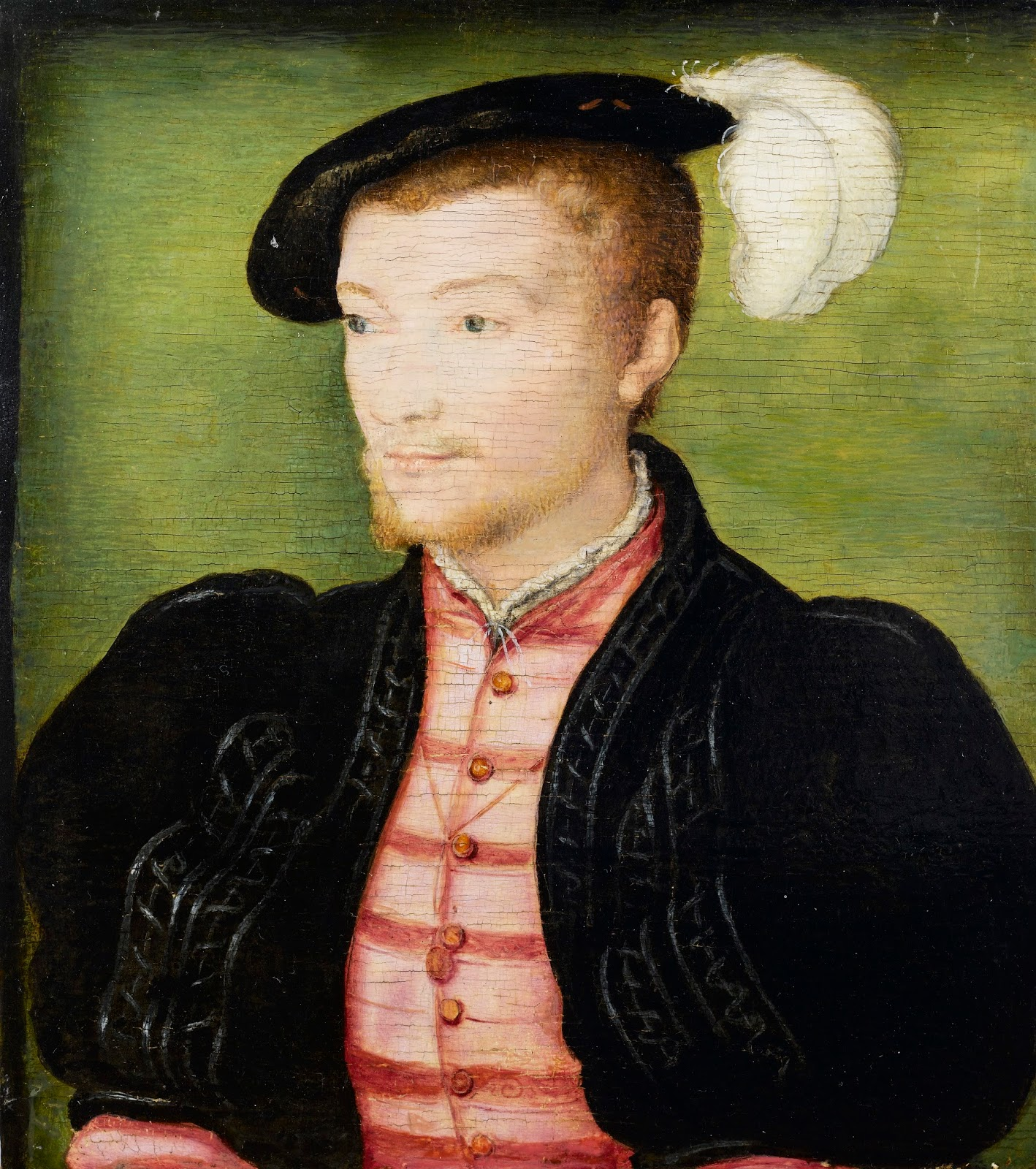
François de Bourbon comte D'Enghien
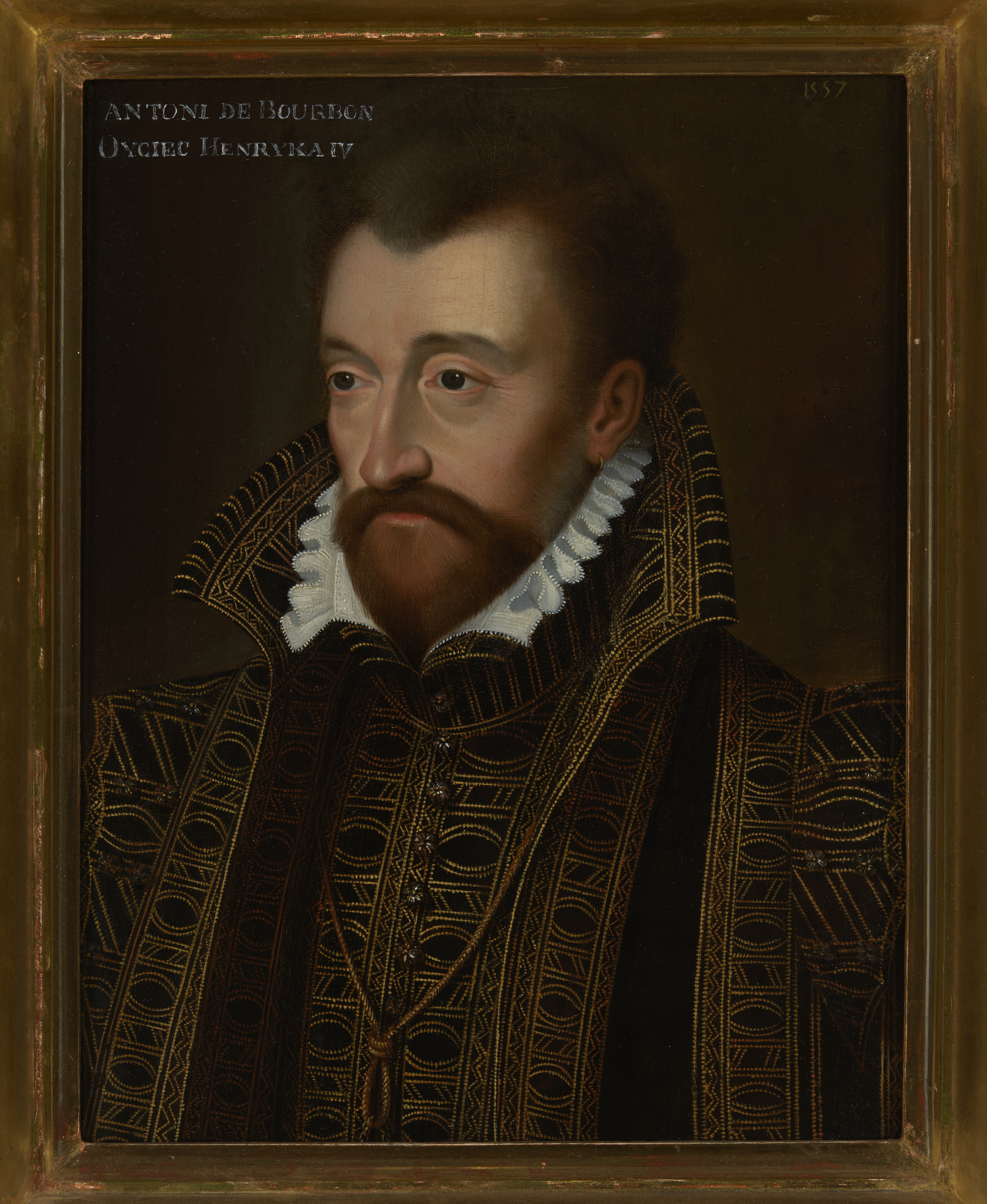
Antoine de Bourbon roi de Navarre, duc de Vendôme
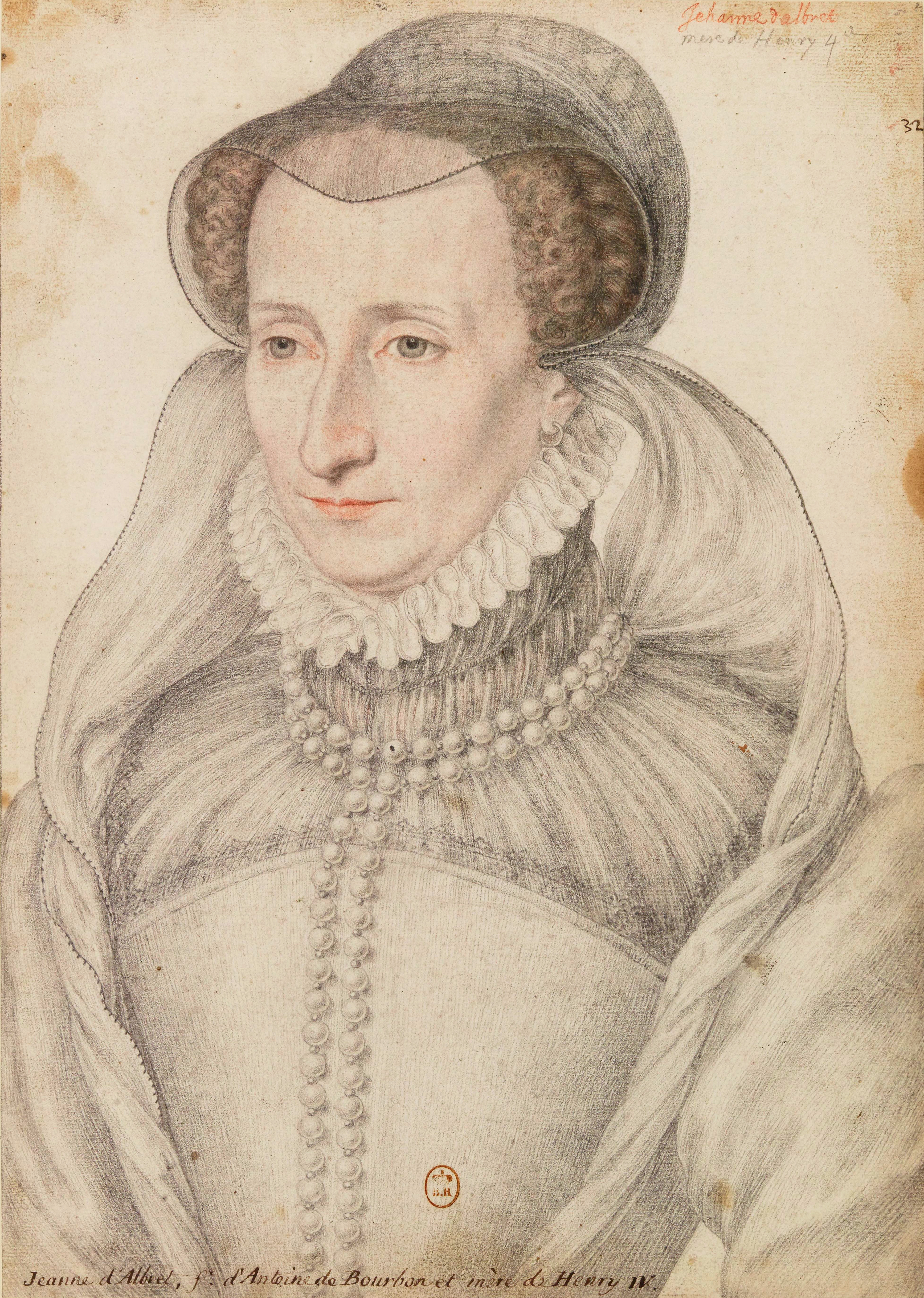
Jeanne d'Albret reine de Navarre, duchesse de Vendôme
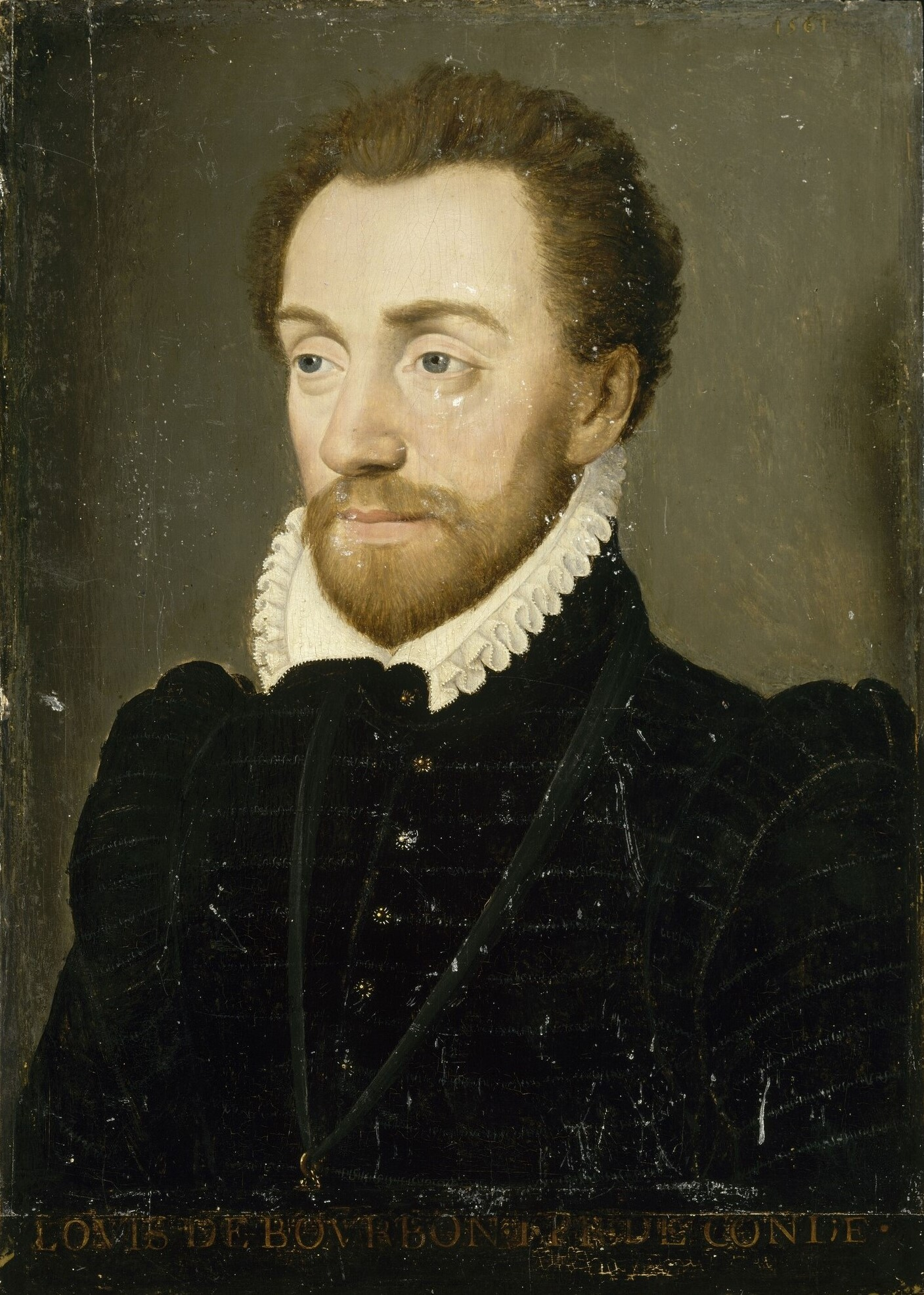
Louis de Bourbon Ier prince de Condé
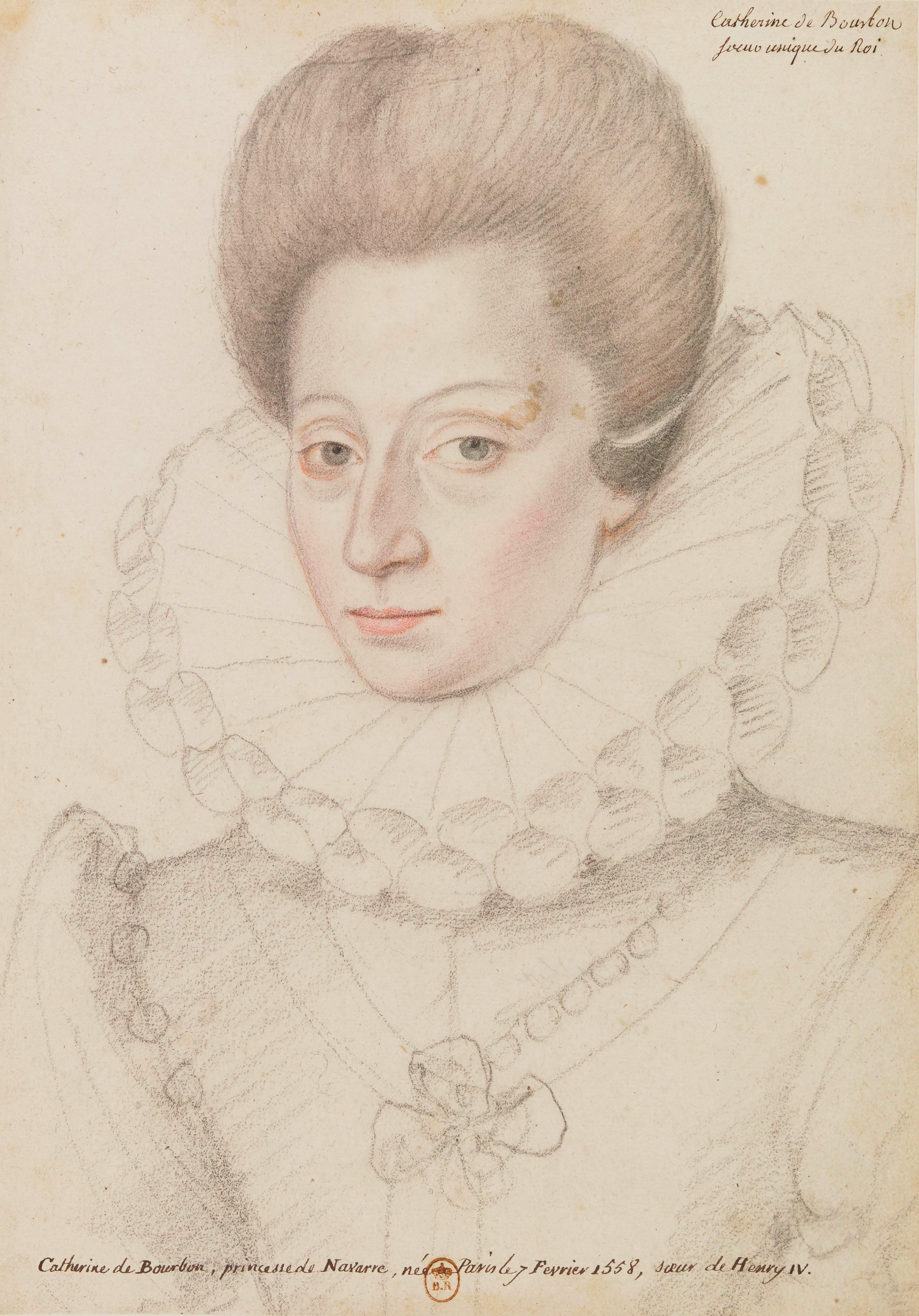
Catherine de Bourbon duchesse de Lorraine
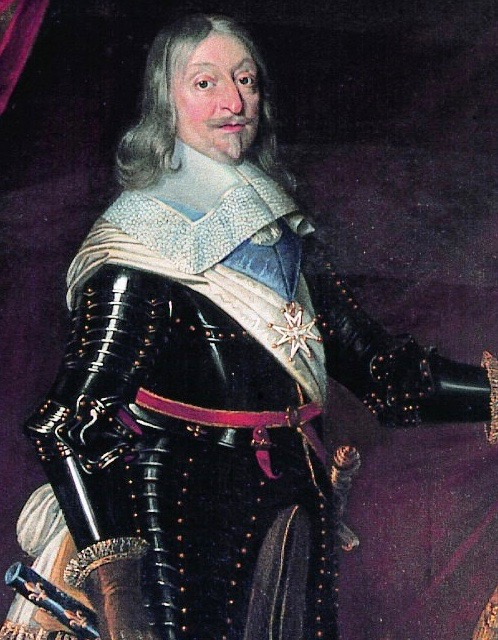
César de Vendôme duc de Vendôme
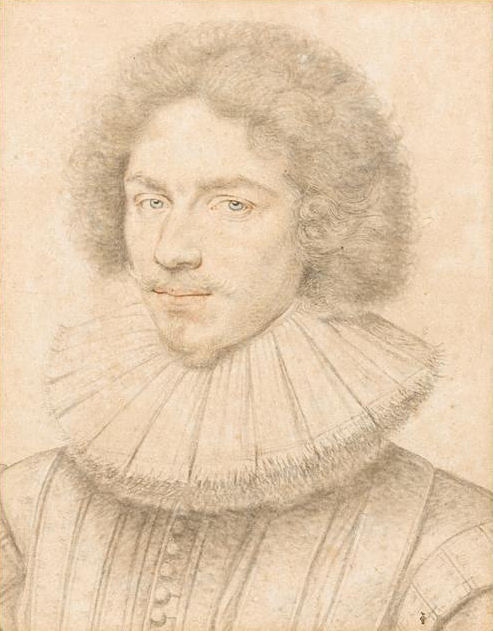
Louis II de Vendôme, duc de Vendôme et de Mercoeur

## Les reliques
- Le bras de Saint-Georges
- Un fragment de la vrai Croix
- Le bras gauche et la tête de Sainte-Opportune
- Des reliques de Saint-Sébastien
- Des reliques de Saint-Blaise
- Des reliques de Saint-Étienne
- Des reliques de Saint Jean
- Des reliques de Sainte Marguerite
- Des reliques de Sainte-Catherine
- Des reliques de Saint-Philippe

Ces reliques furent dispersées lors du sac de la collégiale le 19 mai 1562, beaucoup furent par la suite mélangées ensemble.
Mais d'autres encore complétaient le trésor de la collégiale:
- Des reliques de Saint-Mérat
- Corps de Saint-Agil
- Des reliques de Saint-Joudry (ou Gilderic)
- Plusieurs ossements de bras, jambes et cuisses de Saint-Godegrand (frère de Sainte-Opportune, apporté en même temps qu'elle)

La collégiale fut enrichie de nouvelles reliques au XVIIe siècle:
- Le corps entier de Saint-Théopiste
- Des reliques de Sainte-Candide

## Les possessions de la collégiale
- L'église de Lisle

## Description
La collégiale était composée d'une nef d'environ 25 mètres de longueur pour 10 mètres de largeur, d'un transept et d'un cœur à absidiole long de 24,30 mètres et large de 6,30 mètres (sans absidioles), le tout surmonté au niveau de la croisée du transept d'un grand clocher.

## Images

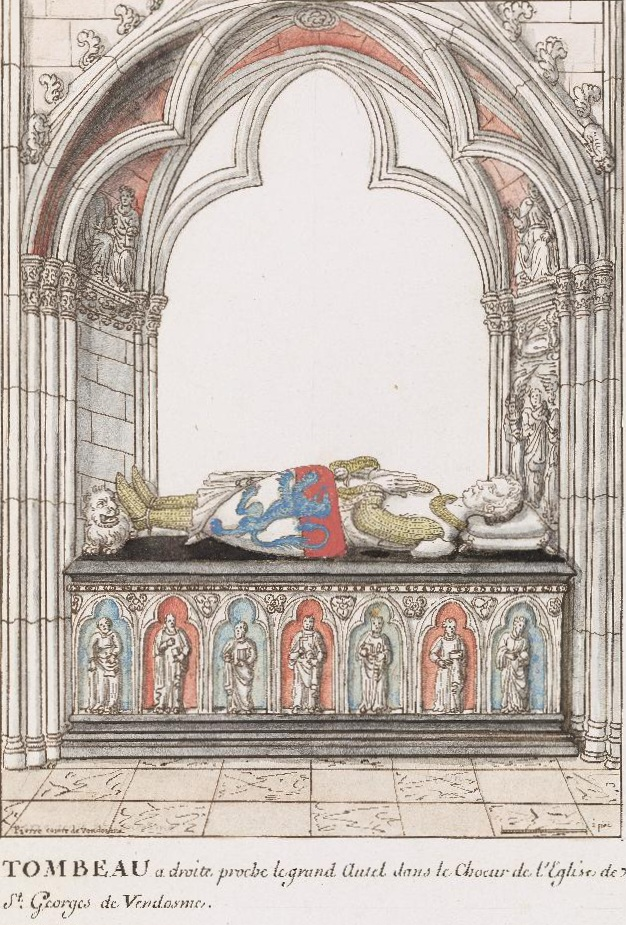
Gisant de Pierre de Montoire, comte de Vendôme, situé à droite du grand autel dans le chœur de la collégiale, collection Gaignière.
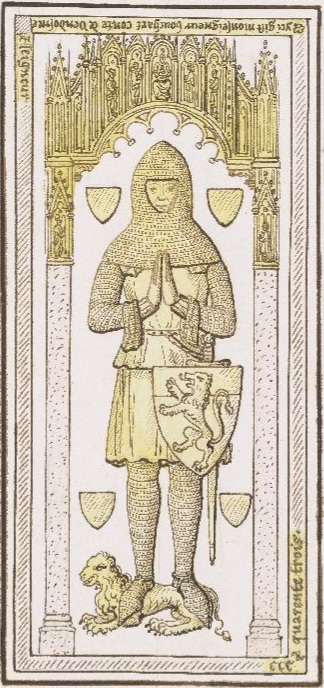
Tombe de cuivre de Bouchard VI de Vendôme, à gauche au milieu du chœur de la collégiale, collection Gaignière.
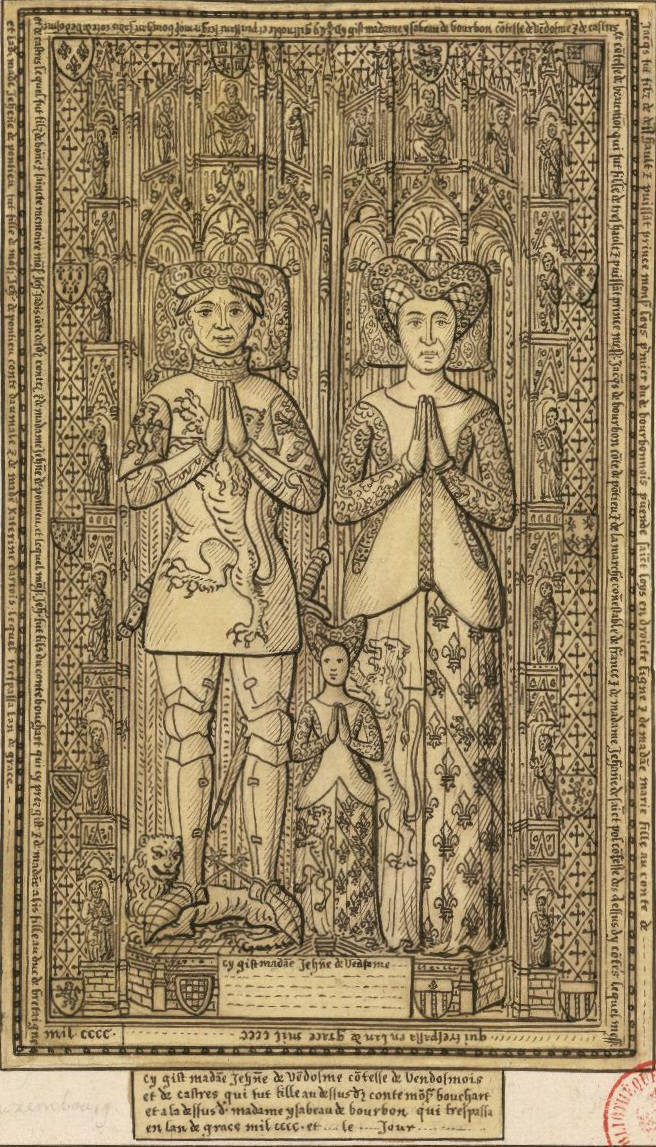
Tombe de cuivre de Bouchard VII de Vendôme, Isabelle de Bourbon et Jeanne de Vendôme leur fille, au milieu du chœur de la collégiale, Collection Gaignière.
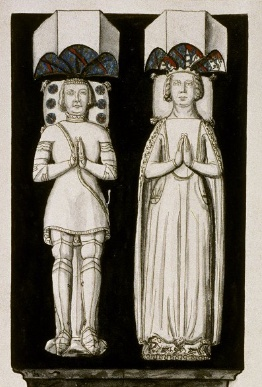
Gisant de Catherine de Vendôme et Jean Ier de Bourbon-La Marche dans la collégiale, collection Gaignières.
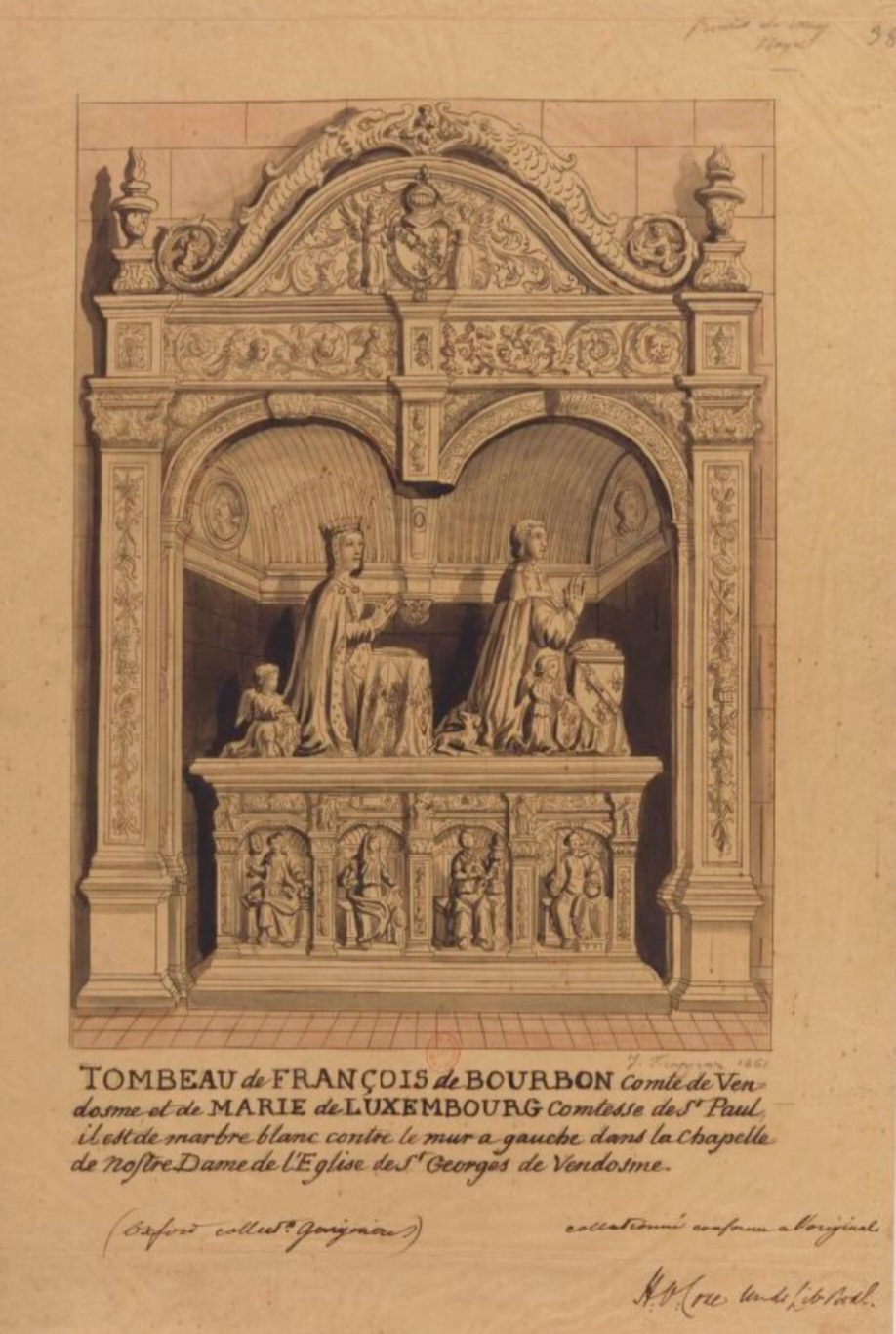
Mausolée de François de Bourbon-Vendôme et de Marie de Luxembourg dans la chapelle Notre-Dame de la collégiale, collection Gaignières.
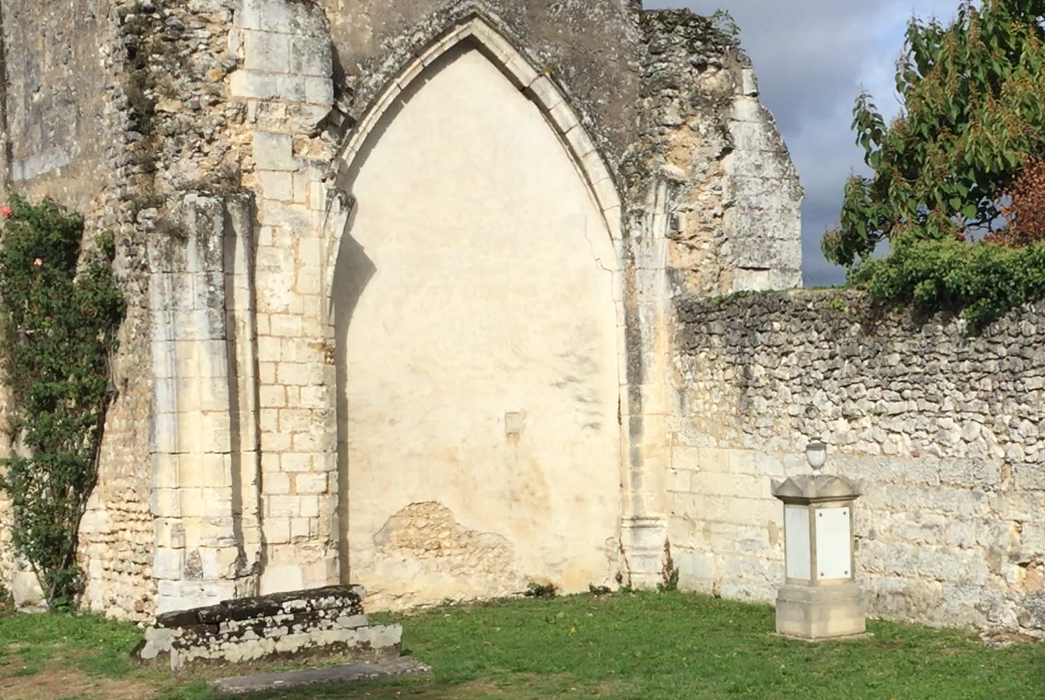
Collégiale Saint-Georges de Vendôme, chapelle.
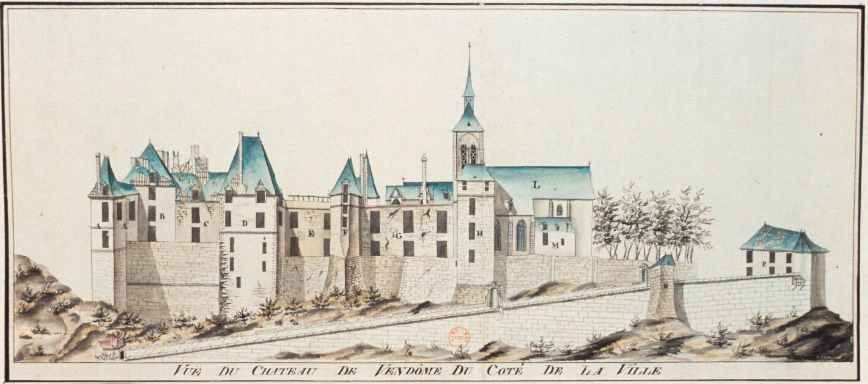
Vue du château de Vendôme au XVIIIe siècle avec au centre, qui dépasse des autres bâtiments, la flèche de la collégiale Saint-Georges.